# Anthon Charmig
Anthon Charmig (ur. 25 marca 1998 w Aarhus) – duński kolarz szosowy.

## Osiągnięcia
Opracowano na podstawie:

2014
- 2. miejsce w mistrzostwach Danii juniorów (jazda indywidualna na czas)

2015
- 1. miejsce w Trophée Centre Morbihan
  - 1. miejsce w klasyfikacji młodzieżowej
- 1. miejsce w klasyfikacji młodzieżowej Tour du Pays de Vaud
- 1. miejsce w mistrzostwach Danii juniorów (jazda indywidualna na czas)
- 2. miejsce w mistrzostwach Danii juniorów (start wspólny)
- 2. miejsce w Aubel-Thimister-La Gleize
- 2. miejsce w Trofeo Emilio Paganessi

2020
- 2. miejsce w mistrzostwach Europy do lat 23 (start wspólny)

2021
- 2. miejsce w Alpes Isère Tour
- 1. miejsce w klasyfikacji górskiej Tour of Norway

2022
- 1. miejsce w klasyfikacji młodzieżowej Tour of Oman
  - 1. miejsce na 3. etapie
- 2. miejsce w Czech Cycling Tour

## Rankingi
| Rok             | 2020 | 2021 | 2022 | 2023 | 2024 |
| --------------- | ---- | ---- | ---- | ---- | ---- |
| World Ranking   | 439. | 397. | 244. | 666. | 429. |
| UCI Europe Tour | 360. | 328. | 199. | -    | -    |
|                 |      |      |      |      |      |
| Źródło: UCI     |      |      |      |      |      |